# Thelypodium texanum
Thelypodium texanum là một loài thực vật có hoa trong họ Cải. Loài này được (Cory) Rollins miêu tả khoa học đầu tiên năm 1946.